# 亚历克斯·巴蒂斯特
亞歷山大·艾朗·約翰·"阿歷斯"·巴迪斯迪（英語：Alexander Aaron John "Alex" Baptiste，1986年1月31日—）是一名英格蘭足球運動員，司職中堅，亦可勝任左、右閘或防守中場，現效力於愛爾蘭足球甲級聯賽球會禾達福特。

## 生平

### 球會
博爾頓
2013年7月1日，巴迪斯迪以自由身加盟英冠球會博爾頓，合約為期三年。
2014年7月11日，英冠球會布力般流浪從博爾頓借用巴迪斯迪，借用期至球季結束。
米杜士堡
2015年7月6日，巴迪斯迪加盟米杜士堡。7月11日，巴迪斯迪在季前熱身賽首次上陣對戰紐約城，20分鐘便告小腿骨折受傷離場。

## 榮譽
黑池
- 英格蘭足球冠軍聯賽附加賽冠軍：2009/10年；
- 英格蘭足球冠軍聯賽附加賽亞軍：2011/12年；

## 外部連結
- Alex Baptiste profile at the Blackpool website
- 足球数据库：阿歷斯·巴迪斯迪的球员统计数据